# Tatra 603

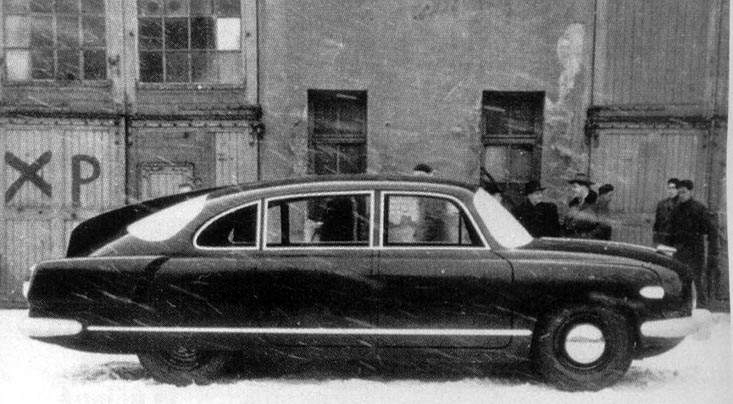
Modell des Tatra 603 im Maßstab 1 : 1 (1955)

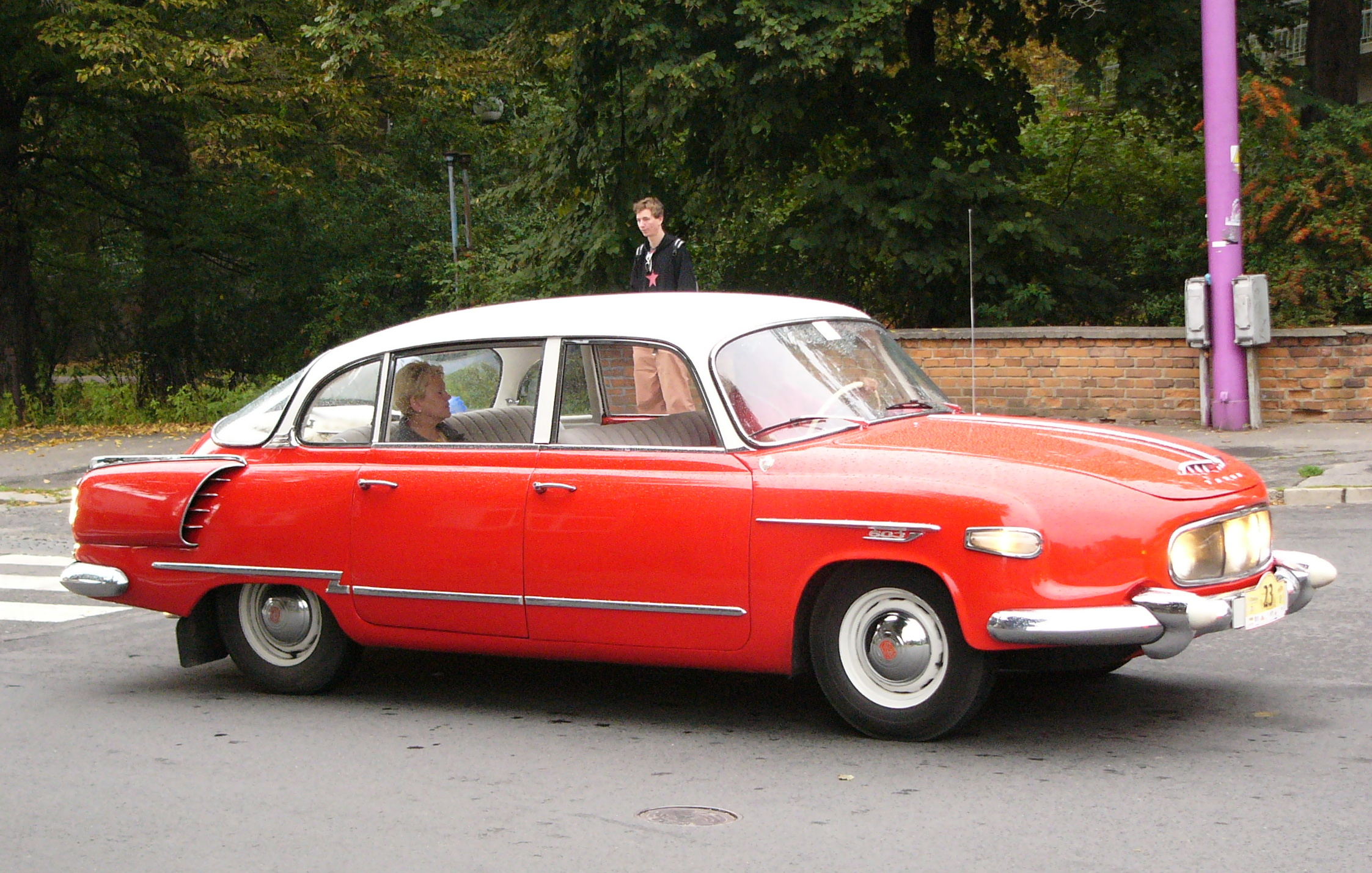
Tatra 603 der ersten Serie

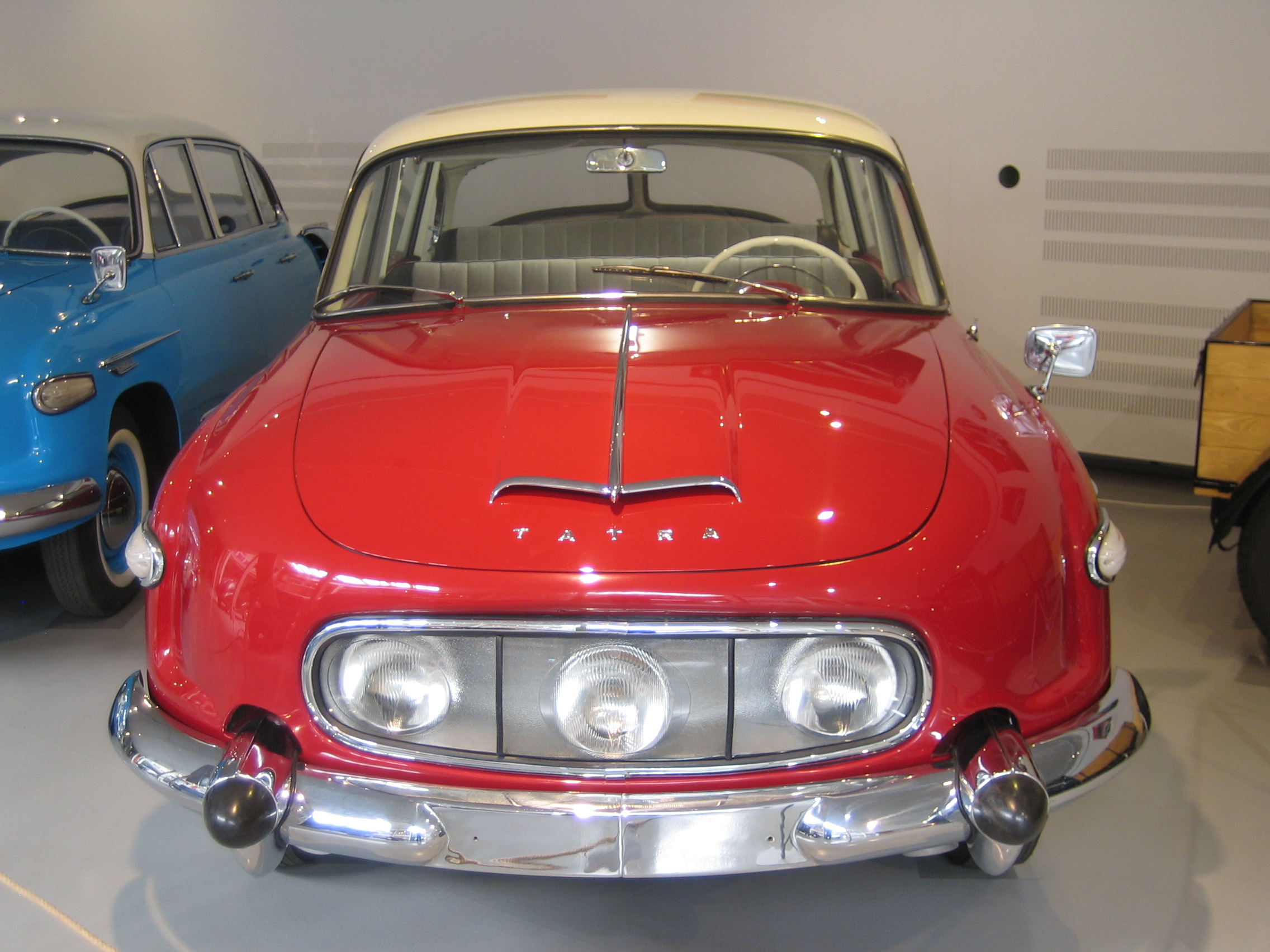
Erste Serie von vorn

Der Tatra 603 ist ein Oberklassewagen des tschechoslowakischen Automobilherstellers Tatra. Er wurde von 1956 bis 1975 in drei Serien hergestellt und setzte die Tradition stromlinienförmiger Formgebung bei Tatra fort. Eine weitere Besonderheit war der luftgekühlte V8-Motor im Heck des Wagens. Somit hob sich der Tatra 603 sowohl technisch als auch äußerlich deutlich von anderen Pkw-Baumustern ab. Von 1956 bis 1975 wurden 20.422 Exemplare größtenteils in Handarbeit gefertigt. Nachfolger des T 603 war ab 1974 der Typ 613. Vom T603-1 wurden von 1956 bis 1963 insgesamt 5.992 Fahrzeuge gebaut. Vom T603-2 und T603-3 wurden insgesamt 16.430 Exemplare fabriziert. Das Jahr 1972 war mit 1.671 Fahrzeugen der höchste Einzeljahreswert.

## Geschichte

### Vorgeschichte
Nachdem 1951 mit dem T 600 der Pkw-Bau bei Tatra auf staatliche Anordnung eingestellt worden war, um das Werk auf Militär-Lkw-Produktion umzustellen, rückte die kommunistische Staatsführung der  Tschechoslowakei von diesem Vorhaben ab, als im Lande ein Mangel an repräsentativen Fahrzeugen auftrat. Da die wenigen importierten großen sowjetischen Limousinen wie der GAZ-12 ZIM wegen ihrer schlechten Fahrleistungen und der vor allem anfangs schlechten Verarbeitungsqualität unbeliebt waren, wurde in der Tschechoslowakei die Produktion luxuriöser Pkw als dringend notwendig erachtet. Zudem erkannte die Regierung nun auch, dass der Bau von Luxusautos durchaus eine Frage des nationalen Prestiges darstellte, und erteilte Tatra 1953 die Erlaubnis, neue Luxusautos zu produzieren.

### Entwicklung
Die Arbeiten am neuen Tatra 603 begannen bereits Anfang der 1950er-Jahre geheim in einem Konstruktionsbüro in Prag. In dieser Zeit wurde mit dem Bau der ersten Prototypen begonnen. Die Regierung erwartete einen Wagen mit sechs Sitzplätzen und einem V8-Heckmotor mit einem Hubraum von 3,6 Litern innerhalb eines halben Jahres. In den Jahren 1954 bzw. 1955 wurde auch eine Großraumlimousine auf Basis des Tatra 603 unter der Bezeichnung „Tatra 707“ entworfen, jedoch nie auch nur als Prototyp verwirklicht. Entwickelt wurde ein völlig neues großes Auto mit aerodynamischer Karosserie, einem luftgekühlten Achtzylinder-V-Motor- im Heck (Version 603 F) mit einem Hubraum von (zunächst) 2545 cm³, OHV-Ventilsteuerung und einer Leistung von 95 PS (73 kW). Die Modellbezeichnung Tatra 603 leitet sich vom Motortyp 603 ab, der anders als die neu entworfene Karosserie schon 1949 fertig konstruiert war. Dieser neue Motor war – wenn auch entsprechend modifiziert – 1950 im GP-Rennwagen Tatra 607 Monoposto sowie 1951 im 601 Tatraplan Monte Carlo zu Einsätzen im Motorsport gelangt und galt daher als erprobt und bewährt. Der T 603 hatte als letzter Tatra eine stromlinienförmige Karosserie. Mit seinem Vorgänger T 87 hatte er lediglich die Grundprinzipien gemein (Luftkühlung, Heckmotor, Heckantrieb, Pendelachse hinten), wurde jedoch völlig neu konstruiert. Die auf dem Bild des Prototyps von 1955 sichtbare zentrale Flosse am Wagenheck, welche die Vorkriegsbaumuster T 77 und T 87 auszeichneten, wurde nicht in die Serie übernommen. Ein Stilmerkmal sind die für die Luftkühlung benötigten Lufteintrittstutzen in den hinteren Radkästen. Ein besonderes Kennzeichen der ersten Serie (1955 bis 1963) waren die drei gleich großen Hauptscheinwerfer hinter einer der Karosserieform entsprechend gewölbten Glasabdeckung, die gewählt wurde, um die Aerodynamik der Karosserie zu optimieren.

### Tatra 603
Das Auto wurde mit dem Beginn der Serienproduktion 1956 im In- und Ausland der Öffentlichkeit präsentiert und erhielt im damaligen Westdeutschland wegen seiner modernen Linienführung einen Preis. Der anfangs 95 und später 105 PS leistende Motor beschleunigte den großen Wagen auf bis zu 165 km/h (erste Serie 170 km/h), was nicht zuletzt die stromlinienförmige Karosserie ermöglichte. Seit 1962 wurde eine neue Motorversion eingebaut (603 G), mit einem geringfügig auf 2474 cm³ verkleinerten Hubraum, aber um 10 PS gesteigerter Leistung. Der Tatra 603 hatte trotz des Hecktriebsatzes eine weitgehend gleichmäßige Gewichtsverteilung (53 % Fahrzeugmasse auf der Hinterachse). Die Zylinder des Motors waren aus Grauguss, Kurbelgehäuse und Zylinderköpfe aus einer Aluminiumlegierung, was ein Motorgewicht von nur 173 kg ermöglichte.

### Tatra 603-2 bzw. Tatra 2-603

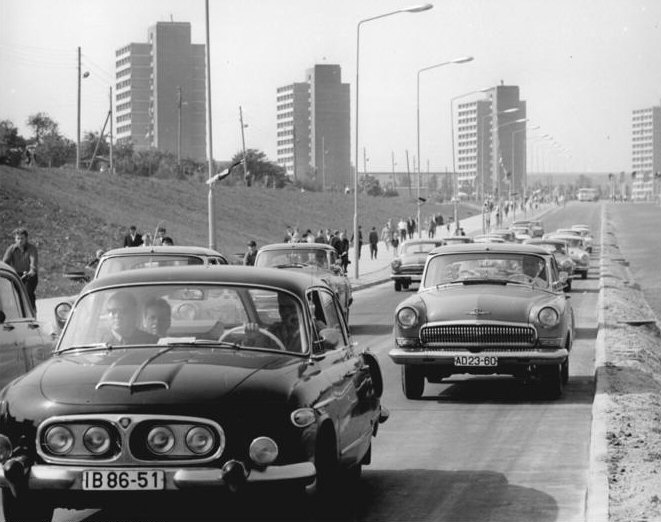
Tatra 2-603 in Rostock, 1969

1963 wurde das Auto zum Typ 2-603 (auch Typ 603-2) modernisiert. Die auffälligste Änderung betraf die Fahrzeugfront, in der die vorderen drei Hauptscheinwerfer hinter der Glasabdeckung durch vier kleinere eng angeordnete Scheinwerfer ohne weitere Abdeckung ersetzt wurden. Dadurch war die Front des T 603 etwas zerklüftet, was den Luftwiderstand vergrößerte. Die werksseitig angegebene Höchstgeschwindigkeit wurde trotz der Mehrleistung um 5 km/h herabgesetzt, in Testberichten hingegen wurde weiterhin eine Höchstgeschwindigkeit von mehr als 170 km/h gestoppt. Die Lichtausbeute verbesserte sich. Die beiden inneren Scheinwerfer dienten nun als zusätzliches Fernlicht, das bei Bedarf zum Fernlicht der äußeren Scheinwerfer hinzugeschaltet werden konnte. Der frühere mittlere Scheinwerfer war als Kurvenlicht konstruiert, bereitete jedoch Platzprobleme im vorn liegenden Kofferraum des Heckmotorwagens. Die Motorleistung wurde auf 105 PS (bei 4800/min) gesteigert, das Drehmoment betrug nun 17 kpm (167 Nm) bei 4000/min gegenüber 16 mkg (157 Nm) bei 3000/min des älteren Typs. Weiterhin wurden Maßnahmen zur Verbesserung der Fahreigenschaften (Verringerung des Radsturzes an der Hinterachse, andere Reifen) getroffen. Kleinere optische Retuschen an der Karosserie folgten. Modernisiert wurde auch die Instrumententafel, und das Lenkrad hatte nun eine tieferliegende Nabe. Der Wagen hatte weiterhin auch vorn eine durchgehende Sitzbank, die jedoch einfach geteilt war und zu einer Liegefläche vollständig umgeklappt werden konnte. Die Polsterung war sehr weich. Während der 603 noch keine Scheibenwaschanlage und Lichthupe hatte, gab es im 2-603 diese Ausstattung. 
Mit dem Modell 1967 wurden einige Verbesserungen im Detail umgesetzt, äußerlich ist es an einer flacheren Kofferraumhaube vorn und einer vergrößerten Windschutzscheibe erkennbar. Zu den technischen Änderungen zählte ein auf 60 Liter vergrößerter Tank mit einem von außen zugänglichen Tankdeckel.

### Tatra 2-603 Modell 1969

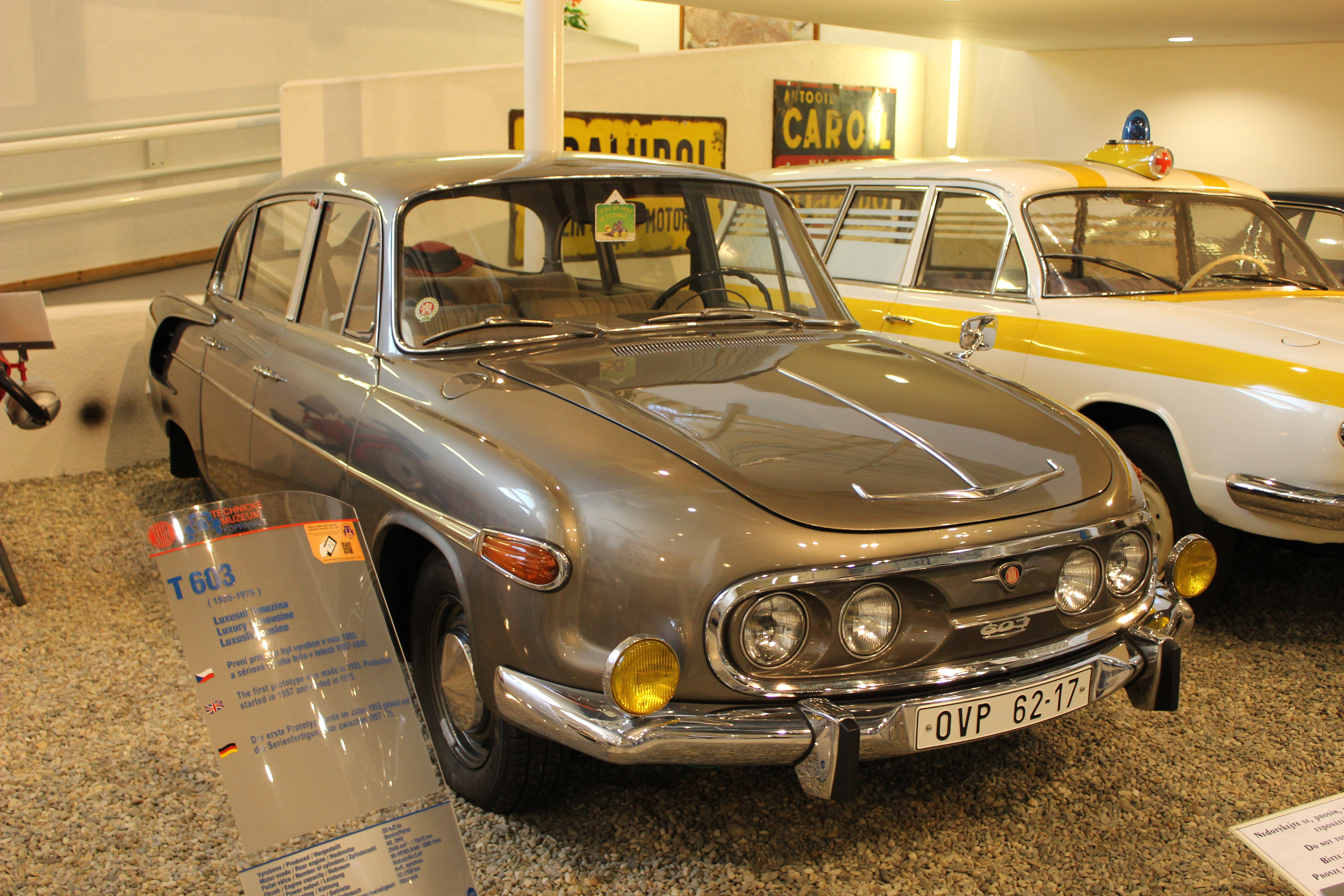
Tatra 2-603 II bzw. Modell ’69

1968 folgte eine weitere Überarbeitung, wobei eine neue und standfestere Motorversion (603 H) eingebaut wurde. Wiederum gab es geringfügige Änderungen an der Karosserie. Am auffälligsten sind die etwas weiter nach außen versetzten vier Scheinwerfer sowie die geänderten Stoßfänger ohne die bisher markanten „Hörner“ und der geänderte Motorraumdeckel. Weitere Details waren die jetzt an den Flanken durchgehend und höher angeordneten Chromleisten und die neuen, vereinfachten, in der Mitte spitz zulaufenden statt bisher gewölbten Radkappen. Die Positionsleuchten wurden aus den Blinkern herausgenommen und an die Türsäulen versetzt. Es wurde angekündigt, dass der Produktionsausstoß ab 1968 verdoppelt werde, tatsächlich handelt es sich bei den heute noch existierenden 603 meist um die ab 1968 produzierte Ausführung.
Diese Version sollte Tatra 3-603 genannt werden. Wegen der hohen finanziellen Aufwendungen für die Homologation blieb es jedoch offiziell bei der Bezeichnung Tatra 2-603 (Typ 603-2). Zur Unterscheidung wurde der Wagen allerdings oft als Tatra 603-2 Modell 1969 oder 2-603 II bezeichnet.
1970 erhielt der 2-603 Scheibenbremsen an allen Rädern, im selben Jahr gab es zahlreiche Detailverbesserungen an Motor, Fahrwerk und Ausstattung.
Die Produktion des T 603 endete 1975, er wurde vom Typ 613 abgelöst.
Vom Tatra 603 wurden in zwanzig Jahren insgesamt 20.422 Exemplare handwerklich „in Serie“ hergestellt; somit ist dieses Baumuster der am häufigsten produzierte Pkw-Typ von Tatra. Der Tatra 603 war auch der letzte in Kopřivnice produzierte Personenkraftwagen. Die Montagehalle auf dem weitläufigen Tatra-Gelände wurde einige Jahre später abgerissen.

## Verbreitung

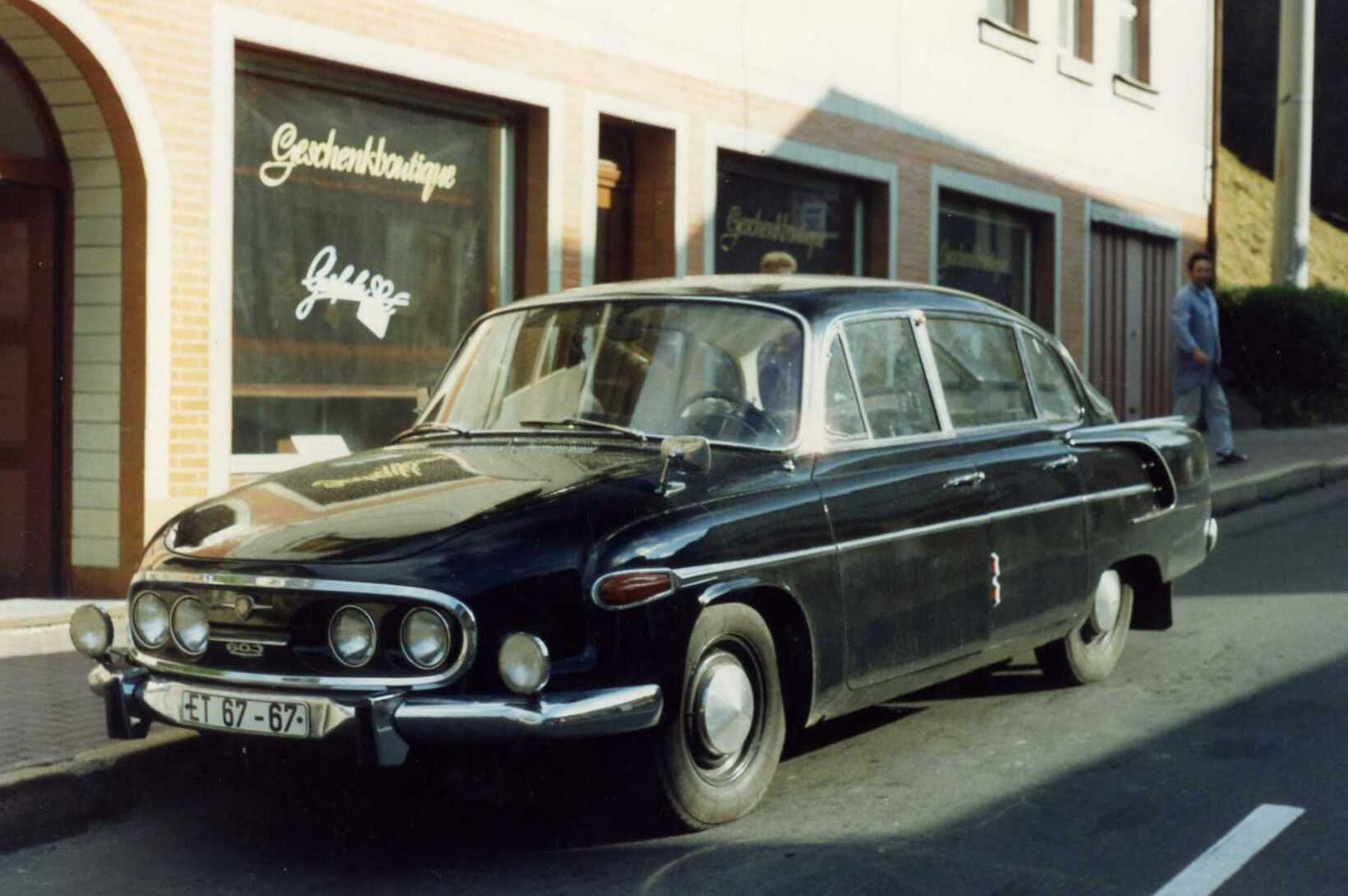
Tatra 2-603 II bzw. Modell ’69 in Lauscha, 1991. Noch mit DDR-Kennzeichen (Bezirk Frankfurt Oder).

Als repräsentatives Fahrzeug der Oberklasse wurde er im Ostblock von hochrangigen Personen und Organen der Gesellschaft vorwiegend als Dienstwagen genutzt. In der Tschechoslowakei waren das höhere Funktionäre der Kommunistischen Partei, leitende Staatsbeamte, Direktoren der größeren Staatsbetriebe sowie Behörden und tschechoslowakische Geheimdienstler. Der T 603 war auch Staatskarosse der Tschechoslowakei und stand den Regierungsmitgliedern und Diplomaten zur Verfügung. Der Staatspräsident wurde jedoch nicht mit diesem Fahrzeug chauffiert, sondern ließ sich in gestreckten sowjetischen Limousinen von GAZ fahren.
Ab Anfang der 1960er-Jahre wurde der 603 in zahlreiche Länder des sozialistischen Wirtschaftsgebiets exportiert. 
Einige wenige ältere Exemplare wurden als umlackiertes Einsatzfahrzeug von Feuerwehrkommandanten verwendet. Aus dem Staatsdienst ausgemusterte Exemplare gelangten oft auch in Privatbesitz. Wenige liefen in einigen Städten der ČSSR in Privathand als Taxi. Im Laufe ihres Einsatzes wurden viele Fahrzeuge zur Überholung in das Werk geschickt, wo sie zum Teil eine neue Karosserie erhielten und ältere Ausführungen oft auf den jeweils aktuellen Stand umgerüstet wurden.
Der Export in die DDR begann Ende 1959. Insgesamt wurden etwa 3000 Tatra 603 in die DDR exportiert. Auch in der Bundesrepublik Deutschland wurde der Wagen für 15.050 DM, später 16.000 DM angeboten, dennoch blieb er in Westdeutschland eine Rarität.
Nach 1990 wurden viele Tatra 603 von Liebhabern aus der DDR, Tschechoslowakei und anderen Ländern privat in den Westen sowie auch nach Deutschland exportiert und sind heute beliebte Oldtimer.

## Fahreindruck

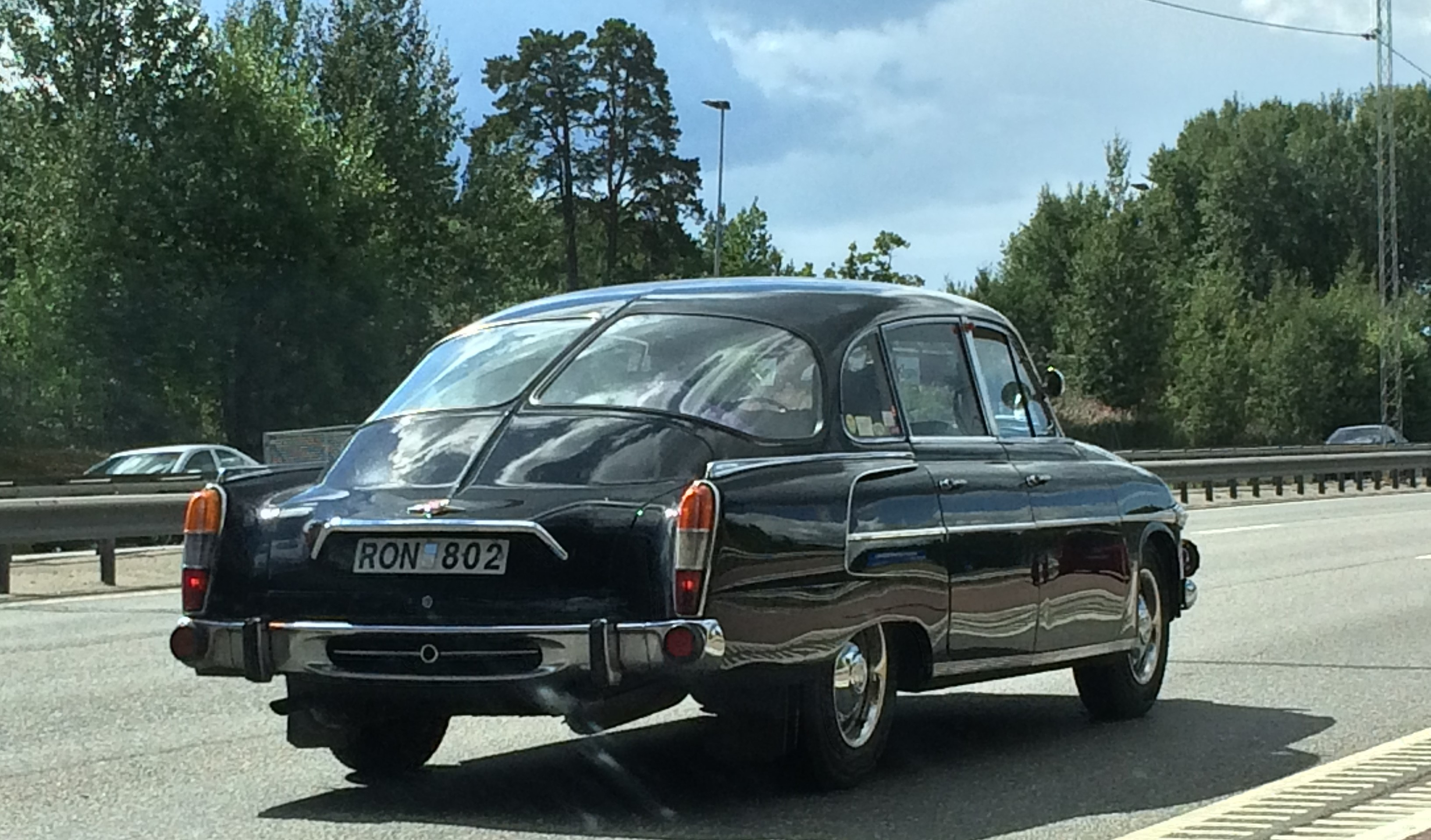
Heckansicht eines Tatra 2-603

Im Fahrbericht der KFT im Jahr 1964 wurde kritisiert, dass das an sich sportlich ausgelegte Triebwerk in Diskrepanz zum Fahrwerk mit Pendelachse steht, das eine sportliche Fahrweise ziemlich ausschließe. Der Tatra neige in sehr erheblichem Maße zum Übersteuern und sei zudem seitenwindempfindlich. Die Ausstattung sei für ein Diplomatenfahrzeug überraschend schlicht, und der Geräuschpegel vor allem im Fond nicht der Verwendung des Wagens zu Dienstreisezwecken angemessen. Gelobt hingegen wurden die guten Fahrleistungen bei moderatem Kraftstoffverbrauch. Die gemessene Höchstgeschwindigkeit lag mit 173 km/h noch über der Werksangabe, und der Benzinverbrauch betrug 13 l/100 km bei konstant 140 km/h. Im Testbericht des KTA Dresden wurde festgestellt, dass sich das Fahrverhalten des 2-603 durch die Änderungen im Vergleich zum bisherigen 603 erheblich stabilisiert habe, kritisiert wurden hingegen unzureichende Bemühungen für die innere Sicherheit und die Bremsen seien an mehreren Testfahrzeugen mangelhaft gewesen, die Verwendung von Scheibenbremsen wurde nahegelegt (diese erfolgte serienmäßig dann ab 1970).
Insbesondere bei Nässe oder Schnee reagiert die 603-Baureihe vor allem bei plötzlichen Bremsmanövern sehr empfindlich. Die Schaltung ist zwar vollsynchronisiert, funktioniert aber nur befriedigend, wenn mit Zwischengas und Zwischenkuppeln geschaltet wird. Sie ist auch insofern gewöhnungsbedürftig, als es eine Lenkradschaltung ist, bei welcher der erste Gang hinten oben liegt. 
Der T 603 lässt sich trotz fehlender Servolenkung leicht lenken und überzeugt noch heute mit gutem Federungskomfort.

## Versionen

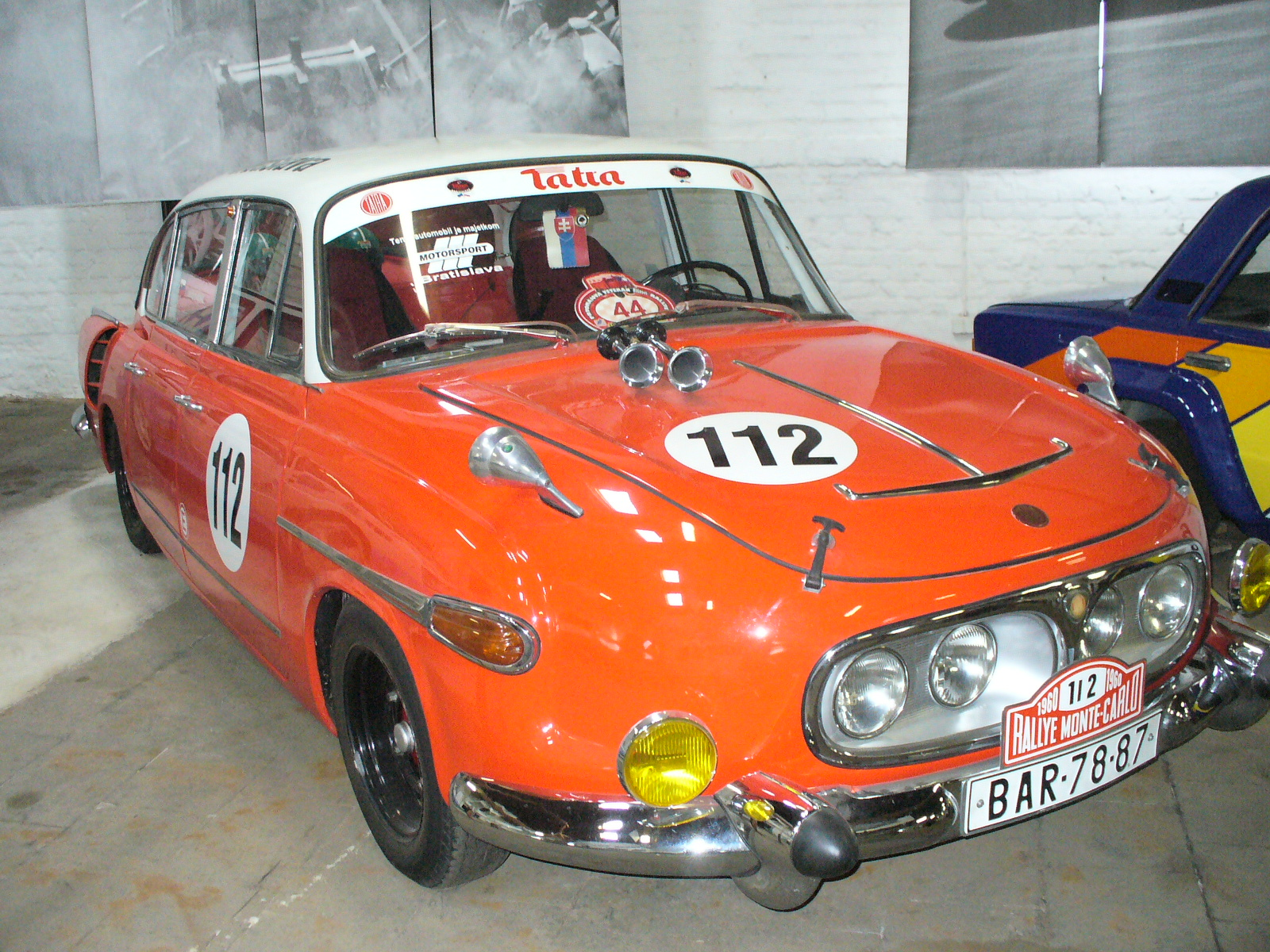
Tatra 603 Monte Carlo

In den Jahren 1954/1955 wurde auch eine Großraumlimousine auf Basis des T 603 unter der Bezeichnung „Tatra 707“ entworfen, jedoch nicht gebaut.
Serienversionen
- Tatra 603
- Tatra 2-603 oder Tatra 603-2
- Tatra 2-603 Modell 69 oder Tatra 603-2 Modell 1969

Rennversionen
- Tatra 603 Monte Carlo
- Tatra 603 B5
- Tatra 603 B6

## Motorsport
Auch im Motorsport fand der T 603 Einsatz. Werksteams erschienen bei der Rallye Monte Carlo, beim Marathon de la Route und anderen internationalen Rennveranstaltungen sowie nationalen tschechoslowakischen Meisterschaften. Einmal gelang dem Tatra-Team mit einem auf 190 PS leistungsgesteigerten seriennahen T 603 der ersten Serie sogar der Sieg beim Marathon de la Route. Die letzten Rennversionen waren 1965 der Tatra 603 B5 und 1968 der Tatra 603 B6. Bei einem österreichischen Alpenrallye starteten fünf Fahrzeuge und kamen als erste hintereinander an.

## Prototypen auf Basis des 603
Neben dem von 1955 bis 1975 hergestellten Serienmodell 603 wurden im Tatra-Zweigwerk in Bratislava auch einige Prototypen auf dessen Basis gebaut. Der erste war 1961 der Kleinbus Tatra 603 MB mit zwischen den Vordersitzen eingebautem V8-Motor des 603 und Frontantrieb, was für einen Tatra bis heute einzigartig ist. Dieses Modell wurde aus Kapazitätsgründen nicht genehmigt. Drei Jahre später erschien 1964 der Tatra 603 A in zwei Karosserievarianten als viertürige Stufenheck-Limousine bzw. als Krankenwagen. Auch dieses Modell gelangte nicht in die Serienproduktion. Der letzte Prototyp war der Tatra 603 X von 1966, ursprünglich als Limousine entworfen und dafür vorgesehen, das bekannte Serienmodell des 603 abzulösen. Doch auch der 603 X fand nicht das Gefallen der staatlichen Stellen und blieb ein Prototyp, wenngleich das italienische Designstudio Stile Italia im Auftrag Tatras einen eigenen stilistisch raffinierteren Entwurf vorlegte. Als Konsequenz daraus entschied Tatra noch im Jahr 1966, einen Nachfolger des Typs 603 neu zu konstruieren und zu entwickeln.
- Tatra 603 MB (Kleinbus-Prototyp 1961 – einziger Tatra mit Frontantrieb)
- Tatra 603 A (Limousinen- und Krankenwagen-Prototyp 1964)
- Tatra 603 X (Limousinen-Prototyp 1966)

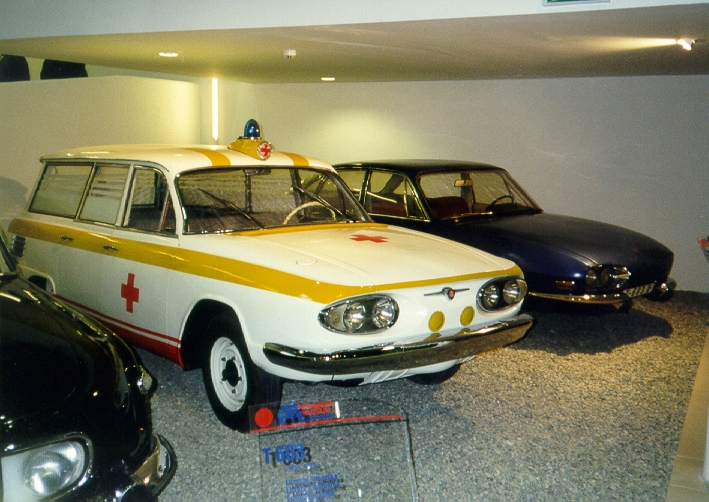
Tatra 603 A Krankenwagen – Prototyp von Tatra Bratislava (1964)
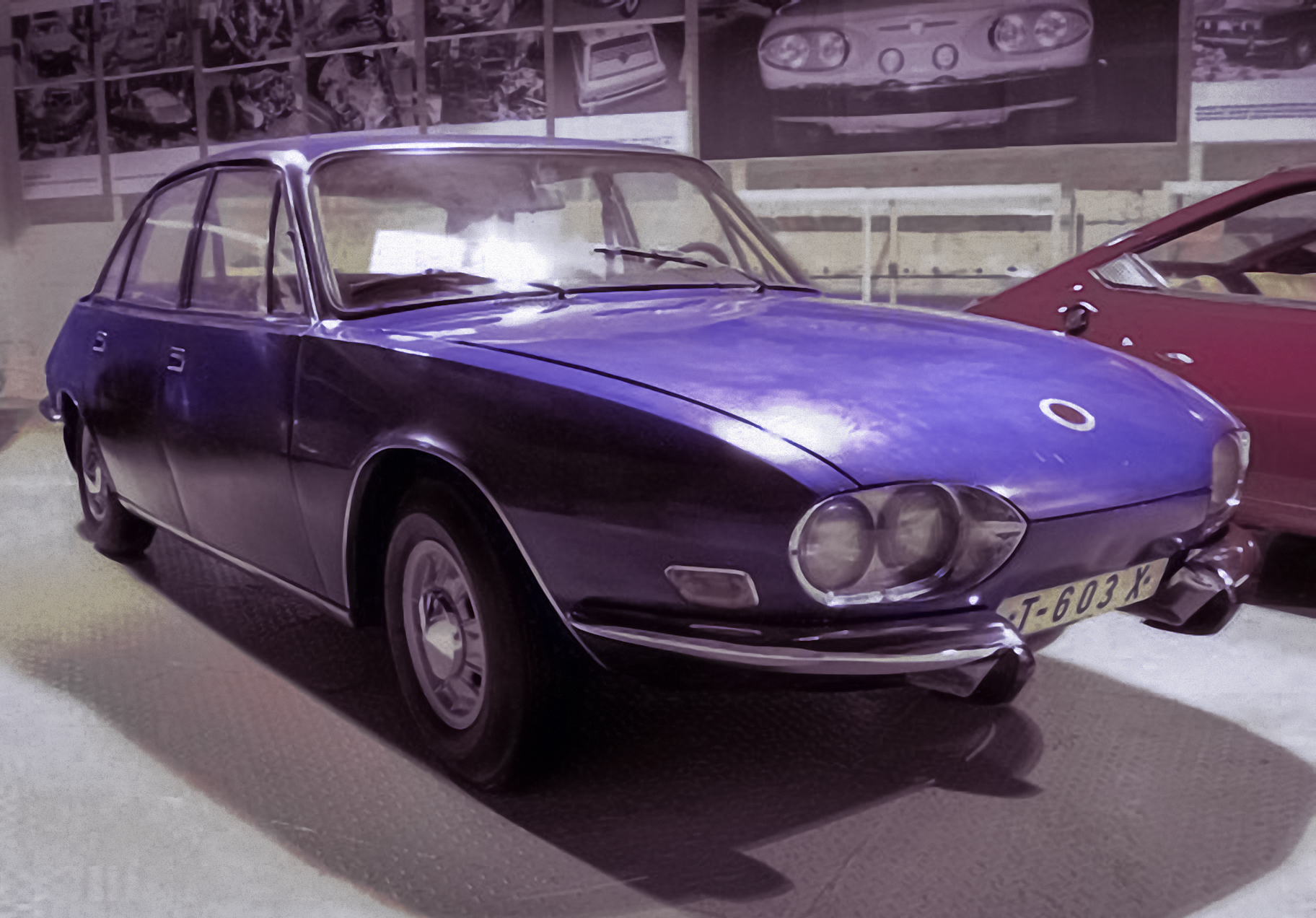
Tatra 603 X – Prototyp von Tatra Bratislava (1966)

## Technische Daten

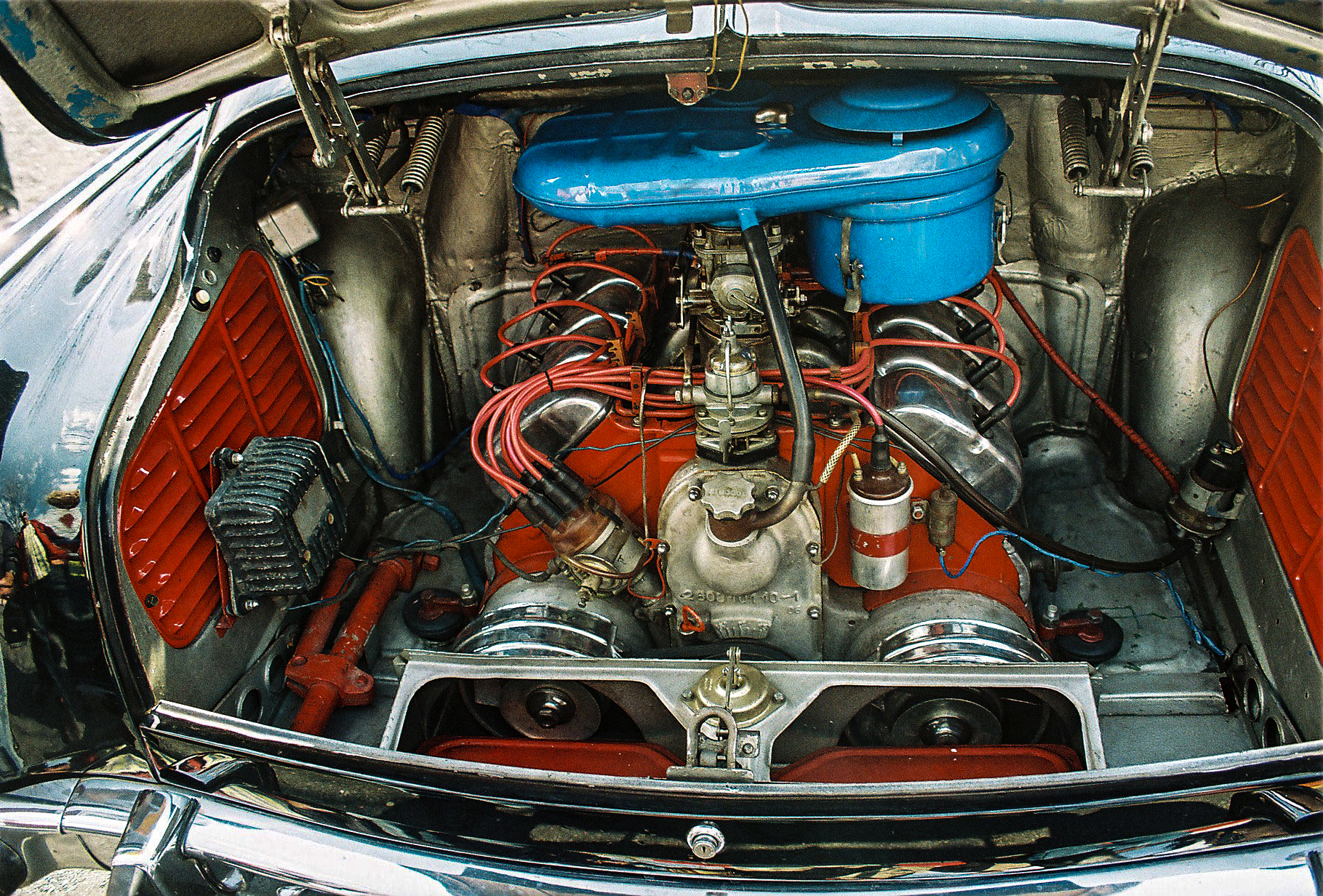
Motorraum eines Tatra 2-603 (1969)

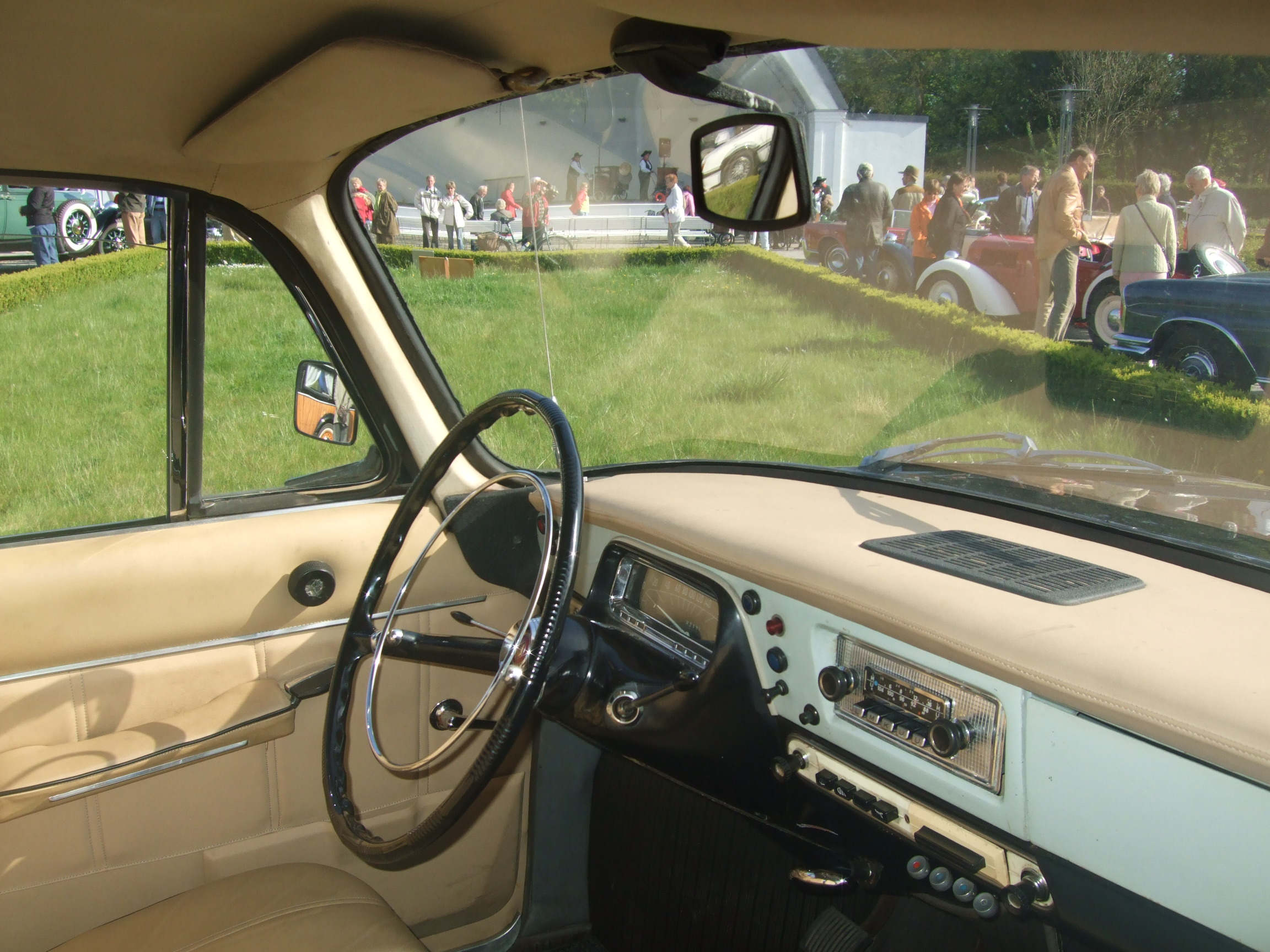
Cockpit eines Tatra 603

Baujahr 1969–1972 Modell II, Motortyp 603H
- Länge: 4975 mm
- Breite: 1895 mm
- Gesamthöhe: 1530 mm
- Radstand: 2750 mm
- Spurweite vorn: 1485 mm
- Spurweite hinten: 1400 mm
- Bodenfreiheit: 200 mm
- Motor: Achtzylinder-Viertakt-V-Motor mit OHV-Ventilsteuerung, luftgekühlt (zwei axiale Kühlgebläse, zwei Ölkühler)
- Bohrung × Hub: 75 mm × 70 mm[14]
- Hubraum: 2472 cm³
- Leistung: 77 kW (105 PS) bei 4800 min−1
- Kupplung: Einscheiben-Trockenkupplung
- Getriebe: Viergang-Schaltgetriebe (4+R) mit Lenkradschaltung, vollsynchronisiert
- Antriebsart: Heckantrieb
- Vorderachse: Einzelradaufhängung an Federbeinen, Schraubenfedern, hydraulische Teleskop-Stoßdämpfer
- Hinterachse: Pendelachse, Schraubenfedern, hydraulische Teleskop-Stoßdämpfer
- Leergewicht: 1470 kg
- Höchstgeschwindigkeit: 170 km/h (Werksangabe)
- Verbrauch: 10–15 l/100 km

## Trivia
- Der ehemalige kubanische Staatschef Fidel Castro besaß einen weiß lackierten T603, der wohl als einziges Exemplar werkseitig mit einer Klimaanlage ausgerüstet wurde.
- Im Film Lemony Snicket – Rätselhafte Ereignisse fährt der Vermögensverwalter Mr. Poe einen Tatra 603.
- Im Film Spur der Steine (1966) vom Regisseur Frank Beyer wird ebenfalls ein Tatra 603 präsentiert.
- im Film  Ete und Ali (1985) liefert sich der Protagonist in einem Tatra 603 ein Rennen mit einem Lada